# Fuerza Aeronaval N.º 1
La ex Fuerza Aeronaval N.º 1 (FAE1) fue una unidad táctica de la Aviación Naval de la Armada Argentina con asiento en la Base Aeronaval Punta Indio (BAPI) y dependencia orgánica del Comando de la Aviación Naval (COAN).
A principios de 2025 fue resuelto desactivar el Comando de la Fuerza Aeronaval N.º 1 y dejar reducida la jerarquía a Base Aeronaval Punta Indio.

## Historia

### Conflicto del Beagle
En el año 1978 las relaciones entre la Argentina y Chile se tensaron por un desacuerdo sobre límites en el canal Beagle. Las Fuerzas Armadas llevaron a cabo una movilización al sur. La Fuerza Aeronaval N.º 1 constituyó el Grupo Aeronaval Insular, cuya misión fue la defensa de la isla Grande de Tierra del Fuego. Para esto se entrenó en habilitación de aeródromos de campaña, operaciones de apoyo aéreo cercano a la Infantería de Marina y en operaciones antisuperficie.
Entre 1978 y 1982 se completó el equipamiento para formar los aeródromos y se redactaron instrucciones para construirlos. También se construyeron refugios subterráneos en la Base Aeronaval Río Grande (BARD).

### Guerra de las Malvinas
El 2 de abril de 1982 una fuerza conjunta del Ejército y la Armada Argentina tomó Stanley, capital de las Islas Malvinas y desalojó al gobierno y al personal militar británico.
El Reino Unido reaccionó enviando una gran fuerza de tareas para conquistar los archipiélagos australes. En consecuencia, la Junta Militar ordenó el alistamiento de todas las Fuerzas Armadas y el despliegue de unidades a las Malvinas y la Patagonia.
La Fuerza Aeronaval N.º 1 se desplegó a la Base Aeronaval Río Grande para constituir el Grupo Aeronaval Insular (GT 80.1), comandado por el capitán de navío Héctor Martini. Este dependió del Comando de Fuerza de Tareas 80, a cargo del titular de la Aviación Naval, contraalmirante Carlos García Boll.
Del Comando de GT 80.1 estaba dependieron las unidades que siguen:
- Base Aeronaval Punta Indio (BAPI).[6]
- Base Aeronaval Río Grande (BARD).
- Escuela de Aviación Naval (ESAN).
- 1.ª Escuadrilla Aeronaval de Ataque (EA41).[7]
- Escuadrilla Aeronaval de Reconocimiento (EA4R).[8]
- Arsenal Aeronaval N.º 1 (ARV1).[9]
- Grupo Aeronaval Insular (GAI).
- Escuadrilla Aeronaval de Propósitos Generales (EAPG).[10]
- Unidades aéreas de la Prefectura Naval Argentina (PNA).[a]

El Centro de Operaciones de Combate (COC) del GT mantenía enlace permanente con la FT 80, Pto. Argentino, la Estación Aeronaval Calderón, el grupo naval asesor ante la Fuerza Aérea Sur, la Estación Aeronaval Río Gallegos, la Base Aeronaval Ushuaia y los buques y aeronaves.
El GT 80.1 desempeñó numerosas tareas:
- Reforzamiento de la Base Aeronaval Río Grande.
- Habilitación de las Estaciones Aeronavales Calderón, Malvinas y Río Gallegos.
- Despliegue de cinco MB-326 a Malvinas y cuatro T-34C-1 a Calderón.
- Despliegue de un Skyvan y un Puma de la PNA en Pto. Argentino, Río Gallegos y Río Grande.[11]
- Relevamiento fotográfico de las pistas de aterrizaje de las Malvinas.
- Apoyo a los todos cruces de aviones desde Río Grande a Puerto Argentino.
- Vigilancia de límites internacionales hasta el cabo de Hornos.